# Ulla Schmidt
Ursula Schmidt, detta Ulla (Aquisgrana, 13 giugno 1949), è una politica tedesca, esponente del Partito Socialdemocratico di Germania, dal 2001 al 2009 Ministro della Sanità e dal 2013 al 2017 Vice Presidente del Bundestag.

## Biografia
Ha studiato pedagogia e psicologia ad Aquisgrana e nel 1974 è diventata insegnante. Si è specializzata nell'educazione dei portatori di handicap ad Hagen.
Dopo aver militato in gioventù in un partito di ispirazione maoista (KBW), sciolto completamente nei primi anni ottanta, nel 1983 Schmidt passò al Partito socialdemocratico (SPD). Mmembro della direzione locale (Aquisgrana) e del "Seeheimer Kreis", è stata eletta al Bundestag tedesco nelle prime elezioni nella Germania riunificata il 2 dicembre 1990, in rappresentanza del collegio elettorale di Aquisgrana I.

### Membro del governo federale
Come vice leader del gruppo parlamentare socialdemocratico tra il 1998 e il 2001, Schmidt si è guadagnata il rispetto in Parlamento per la sua ferma difesa delle riforme delle pensioni proposte dal governo del cancelliere Gerhard Schröder nel 2000.
Dopo le dimissioni di Andrea Fischer, che si è preso la colpa della risposta caotica del governo alla scoperta di dieci casi di encefalopatia spongiforme bovina, Schmidt è diventata ministro federale della sanità sotto il cancelliere Schröder nel 2001. Un anno dopo, la responsabilità per la sicurezza sociale è stata aggiunta al suo portafoglio ed è stata nominata ministro federale della sanità e della sicurezza sociale.
Durante il suo mandato come ministro della salute tedesco, Schmidt ha supervisionato importanti riforme del sistema, bilanciando la solidarietà sociale con la responsabilità fiscale. Nel settembre 2003, Schmidt ha lavorato per inasprire le normative che consentono benefici sociali agli espatriati tedeschi. In base alle nuove regole, le uniche persone a ricevere benefici sono i tedeschi che ricevono cure mediche a lungo termine fuori dal paese o che si trovano in carceri straniere.
Nel novembre 2005, Schmidt è diventata nuovamente ministro federale della sanità nella grande coalizione di Angela Merkel. Entro il 2006, Schmidt ha condotto i negoziati per un accordo sulle modifiche al finanziamento dell'assistenza sanitaria della Germania. Come Ministro della sanità, nel 2009 ha preso parte alle polemiche contro le dichiarazioni di papa Benedetto XVI sull'uso dei preservativi nella lotta all'AIDS.
Nel luglio 2009, il candidato dei socialdemocratici per sfidare il cancelliere in carica Angela Merkel, Frank Walter Steinmeier, ha escluso Schmidt dalla sua squadra elettorale per le elezioni federali, dopo aver messo in imbarazzo il partito portando la sua Mercedes ufficiale e l'autista in vacanza in Spagna. L'SPD successivamente perse le elezioni.

### Membro del Bundestag tedesco
Dal febbraio 2010, Schmidt è stata membro dell'Assemblea parlamentare della NATO e vicepresidente della delegazione tedesca in tale assemblea. È stata anche membro della sottocommissione per la politica culturale e dell'istruzione all'estero della commissione per gli affari esteri e membro della commissione per gli affari culturali e dei media.
Nel 2010, Schmidt è diventata presidente di Lebenshilfe, l'associazione per le persone con disabilità mentale, le loro famiglie, esperti e amici.
Nella sua qualità di vicepresidente del parlamento tedesco, Schmidt è stata anche membro del Consiglio degli anziani del parlamento, che, tra gli altri compiti, determina i punti dell'ordine del giorno legislativo quotidiano e assegna i presidenti di commissione in base alla rappresentanza del partito.
Non si è ricandidata per le elezioni del Bundestag del 2021.

## Vita privata
Schmidt è cattolica, divorziata e ha una figlia dal 1971.